# گرتنا (فلوریدا)
گرتنا (به انگلیسی: Gretna) شهری در شهرستان گدسن ایالت فلوریدا است که در سال ۱۹۰۸ بنیان‌گذاری شده‌است. این شهر طبق سرشماری سال ۲۰۱۰ میلادی، ۱٬۴۶۰ نفر جمعیت داشته و مساحت آن نیز ۴٫۹ کیلومتر مربع است.